# Common Database on Designated Areas
Die Common Database on Designated Areas (engl., kurz CDDA, dt. Gemeinsame Datenbank über ausgewiesene Schutzgebiete) ist eine Datenbank für offiziell ausgewiesene Schutzgebiete in Natur- und Landschaftsschutz wie z. B. Naturschutzgebiete, Landschaftsschutzgebiete, Nationalparks u. Ä. in Europa.
Die 1999 ins Leben gerufene Datenbank ist ein Gemeinschaftsprojekt der Europäischen Umweltagentur (engl. European Environment Agency – EEA), des Europarates (engl. Council of Europe) und des United Nations Environment Programme World Conservation Monitoring Centre (UNEP-WCMC).
Die Datenbank gliedert sich in einen nationalen Teil und einen internationalen Teil. Der nationale Teil wird für Mitgliedstaaten der EU bzw. der EEA über das Europäische Umweltinformations- und Umweltbeobachtungsnetz (engl. European Environment Information and Observation Network – EIONET) aktualisiert. Die Datenpflege für den nationalen Teil bei Nicht-EEA-Mitglieder und den internationalen Teil erfolgt über die Systeme des UNEP-WCMC.
Die Datenbank folgt der Systematik der International Union for Conservation of Nature and Natural Resources (IUCN) und den Vorgaben der Vereinten Nationen, um eine Vergleichbarkeit mit ähnlichen Datenbanken weltweit, insbesondere der World Database on Protected Areas (WDPA, dt. Weltdatenbank über geschützte Gebiete), sicherzustellen.
Vom Internet aus kann über die Website des European Nature Information System (EUNIS) auf die Datenbank zugegriffen werden.
Bisher vielfach nicht in der CDDA erfasst sind reine Meeresschutzgebiete, wie etwa die der Marine Protected Areas in the Atlantic Arc (MAIA). Eine Integration wird angestrebt.